# Histoire de la Savoie de 1792 à 1815
Cet article a pour sujet l'histoire durant la période révolutionnaire de l'entité géographique et historique appelée Savoie. Pour consulter l'article principal, lire : Histoire de la Savoie. Pour l'histoire des départements français, voir les articles spécifiques : Histoire du département de la Savoie et Histoire de la Haute-Savoie.
En 1792, le duché de Savoie est plongé dans la période révolutionnaire avec l'entrée de la légion des Allobroges et son occupation. La région historique connaît ainsi une situation proche des provinces françaises. Elle devient le département du Mont-Blanc, avec pour chef-lieu l'ancienne capitale du duché, Chambéry. Avec l'occupation de Genève, la partie nord du duché est détachée pour former le département du Léman en 1798. Le duché retrouve ses princes avec la restauration en 1814 puis 1815.

## La Savoie avant 1792
À partir de 1789, la Savoie suit de très près les évènements qui constituent la Révolution française par le canal des émigrants savoyards établis à Paris ou à Lyon qui correspondent avec leurs compatriotes qui sont tenus au courant des évènements et familiarisés avec les idées révolutionnaires. À Paris, François Amédée Doppet, né à Chambéry (Savoie), mais député de l'Isère en 1791, milite pour le rattachement de la Savoie à la France. En juillet 1792, il participe à la création d'une  Légion des Allobroges dont il est nommé lieutenant colonel. À Chambéry, la population assiste à l'arrivée ou au transit des émigrés qui fuient la Révolution française.

Par ailleurs, la situation au royaume de Piémont-Sardaigne n'est guère différente de celle que connaît la France à la même époque. Sur le plan économique, les mauvaises récoltes des années 1780 ont appauvri la campagne. Sur le plan culturel, la Savoie vit en osmose avec la France, et l'on voit, à Chambéry, par exemple une prolifération de loges maçonniques, auxquelles s'affilie   Joseph de Maistre dont les convictions vont  pourtant évoluer vers la résistance contre-révolutionnaire lors de l'invasion de la Savoie par les troupes  françaises. 

La Savoie présente cependant des spécificités par rapport aux provinces françaises : à partir de 1770, il existe un processus d'abolition des droits féodaux qui constitue une avance incontestable sur la législation française, bien qu'il  implique le rachat de ces droits par les communautés paysannes. Le royaume de Victor-Amédée III de Sardaigne peut paraître en avance sur son temps, mais en Savoie un mécontentement est né : les nobles en veulent aux bourgeois d'avoir empiété sur leurs privilèges et ils exigent toujours plus de leurs fermiers. Les bourgeois dont l'ascension est pourtant incontestable prennent conscience du décalage entre la Savoie et le Piémont, accusé de monopoliser à son seul profit les progrès certains du royaume. Ils dénoncent l'indifférence croissante de la dynastie envers ses « sujets les plus anciens et les plus fidèles.. »

## L'invasion de la Savoie en 1792
Dans la nuit du 21 au 22 septembre 1792, l'Armée des Alpes française commandée par Anne Pierre de Montesquiou-Fézensac, soit quelque 15 000 hommes au sein desquels on trouve la Légion des Allobroges, envahit la Savoie par les Marches et Apremont. La garnison de Chambéry se replie précipitamment, en passant par les Bauges, pour rejoindre la Tarentaise, puis le Piémont, via le Val d'Aoste. Les troupes sardes se retirent pratiquement sans combattre sur les crêtes des Alpes, nonobstant la tentative de résistance isolée organisée par Charles-François de Buttet, officier d'artillerie du roi Victor-Amédée III de Savoie, en installant une batterie au Château des Marches . "Fuite infâme de la troupe. Trahison ou bêtise des généraux, déroute incroyable et même un peu mystérieuse suivant quelques personnes...", écrit Joseph de Maistre dans ses carnets. Sans doute le royaume de Sardaigne vivait-il depuis longtemps en paix avec son voisin français, et la Constituante avait déclaré la paix au monde, mais les révolutionnaires français sont en guerre contre l'empereur d'Autriche et se méfient du souverain sarde Victor-Amédée III, allié de l'Autriche depuis le 25 juillet.  Il s'agit donc pour les Français de prévenir une arrivée éventuelle des armées autrichiennes par le Sud-Est, mais l'invasion de la Savoie est également liée aux visées que peut avoir le ministre des finances françaises Clavière sur Genève, sa ville d'origine .  
Un club jacobin s'ouvre dans Chambéry le jour même de l'entrée des Français dans la ville qui voit arriver, quelques jours plus tard, quatre commissaires dont Philibert Simond envoyés par la Convention. Ils sont chargés de mettre en place l'élection d'une Assemblée des Communes.

## La période révolutionnaire, de 1792 à 1802

Les états italiens en 1796, la Savoie dans le royaume de Sardaigne.

Carte du département du Mont-Blanc (1800)

L'Assemblée des Députés des Communes de la Savoye, appelée encore Assemblée nationale des Allobroges se réunit en la cathédrale de Chambéry avant la fin du mois d'octobre et démolit les fondements de l'ancien régime lors des séances des 26 et 27 octobre en décidant de la suppression des droits souverains de la Maison de Savoie, de la noblesse, des redevances féodales (sans indemnisation), de la dîme, ainsi que la confiscation des biens du clergé. Dès le 29 octobre, l'assemblée se dissout non sans avoir émis le vœu d'un rattachement à la France, sous réserve du respect des libertés religieuses savoyardes, demande qui ne sera pas respectée par la Convention. Doppet et Simond sont chargés d'aller porter le vœu à la Convention de Paris, et c'est sur l'intervention de l'abbé Grégoire que la Convention, par le décret du 27 novembre 1792, proclame l'annexion de la Savoie qui constitue dès lors le département du Mont-Blanc. Quatre commissaires sont désignés pour organiser la Savoie, qui sont Grégoire, Simond, Hérault de Séchelles et Jagot. Les provinces, formant désormais un seul département, disparaissent et sont remplacées par sept districts : Annecy (15 cantons, 117 communes), Carouge (8 cantons, 85 communes), Chambéry (83 cantons, 652 communes), Cluses (10 cantons, 61 communes), Moûtiers (10 cantons, 71 communes), Saint-Jean-de-Maurienne (11 cantons, 70 communes) et Thonon (7 cantons, 64 communes). De 1792 à 1793, ils fournissent cinq bataillons de volontaires nationaux.
L'installation du nouveau régime s'effectue donc. C'est évidemment la bourgeoisie, et notamment la classe des juristes que l'on trouve à l'avant-garde du mouvement, alors que la  fraction de la noblesse qui n'a pas émigré à Turin ou à Lausanne reste sur la réserve. Les représentants de l'Église font preuve d'une certaine bienveillance. L’application de la Constitution civile du clergé est une pierre d'achoppement dans bien des régions françaises, et l’est spécialement en Savoie. 
La question religieuse est l'une des causes majeures du mouvement contre-révolutionnaire que l'on observe au cours de l'année 1793 et qui se traduit par des insurrections dans le Haut-Faucigny, et dans la vallée de Thônes. Dans cette vallée, ce que l'on va appeler la guerre de Thônes, au mois de mai, ce ne sont pas moins de 3 000 paysans qui se soulèvent et se dirigent vers Morette face aux troupes du général d'Oraison. Une préceptrice savoyarde, Marguerite Frichelet-Avet est arrêtée comme étant l'instigatrice de ces émeutes, jugée puis exécutée à Annecy le 18 mai. Elle marchait à la mort en disant son chapelet; à genoux, face aux soldats, elle s'écria: « Vive Jésus-Dieu, Vive notre roi ! »  . Le chef des royalistes du Grand-Bornand, Jean Avrillon, pris le 21 mai, est exécuté le 29. Les paysans révoltés sont fusillés sur place et leurs chalets incendiés. Ces révoltes sont également en relation avec la présence des troupes sardes restées dans les Alpes. Victor-Amédée III a fait entrer le royaume de Sardaigne dans la coalition européenne en avril 1793, et tente une reconquête en août. Les troupes royales tentent de reprendre le duché de Savoie par le Faucigny, la Tarentaise, la Maurienne, et même par le Briançonnais. Annecy se soulève les 20 et 21 août. Malgré une avancée des troupes, ces dernières sont contraintes quelques mois plus tard de se replier face à la réorganisation des révolutionnaires. En Faucigny, à la suite de la bataille de Méribel, le 28 septembre 1793, les armées coalisées se replient.
L'état de guerre latent avec l'ancienne puissance souveraine ne cesse qu'en 1796, lorsque les victoires de Bonaparte contraignent Victor-Amédée III à signer le traité de Paris par lequel il reconnaît la souveraineté française sur la Savoie et le comté de Nice.
La période de la Terreur est personnalisée par Antoine Louis Albitte, représentant en mission. Il prend ses fonctions à Chambéry à partir de janvier 1794, et remplace en quelque sorte Simond, rappelé à Paris. La Terreur est plus verbale que réelle. La guillotine est bien mise en place, mais le couperet ne fait tomber aucune tête en Savoie. En revanche, paradoxalement, Hérault de Séchelles et Simond, rentrés à Paris, n'échappent pas au rasoir national et sont condamnés à mort par le tribunal révolutionnaire, avant de périr sur l'échafaud en avril 1794 avec les Indulgents et les modérés. Sur le plan religieux, la dictature d'Albitte se montre sévère en faisant déporter ou fusiller des prêtres, cependant qu'un grand nombre de prêtres savoyards insermentés partent en exil. La mémoire collective conserve le souvenir du raccourcissement de tous les clochers. Le « proconsulat » d'Albitte dure neuf mois. Affecté à l’armée des Alpes en mai, ce n'est qu'en septembre, après la chute de Robespierre que la Convention envoie un nouveau représentant en mission, Gautier dit de l’Ain. 
Si Albitte remplit les prisons, il lui arrive aussi de les vider, par exemple lorsqu'après avoir constaté au cours de l'une de ses tournées l'extrême misère de la Maurienne, il libère des laboureurs suspects pour qu'ils puissent aller travailler la terre. Gautier et les autres représentants en mission envoyés par la Convention sont plus modérés.

## La question religieuse de 1793 jusqu'au concordat

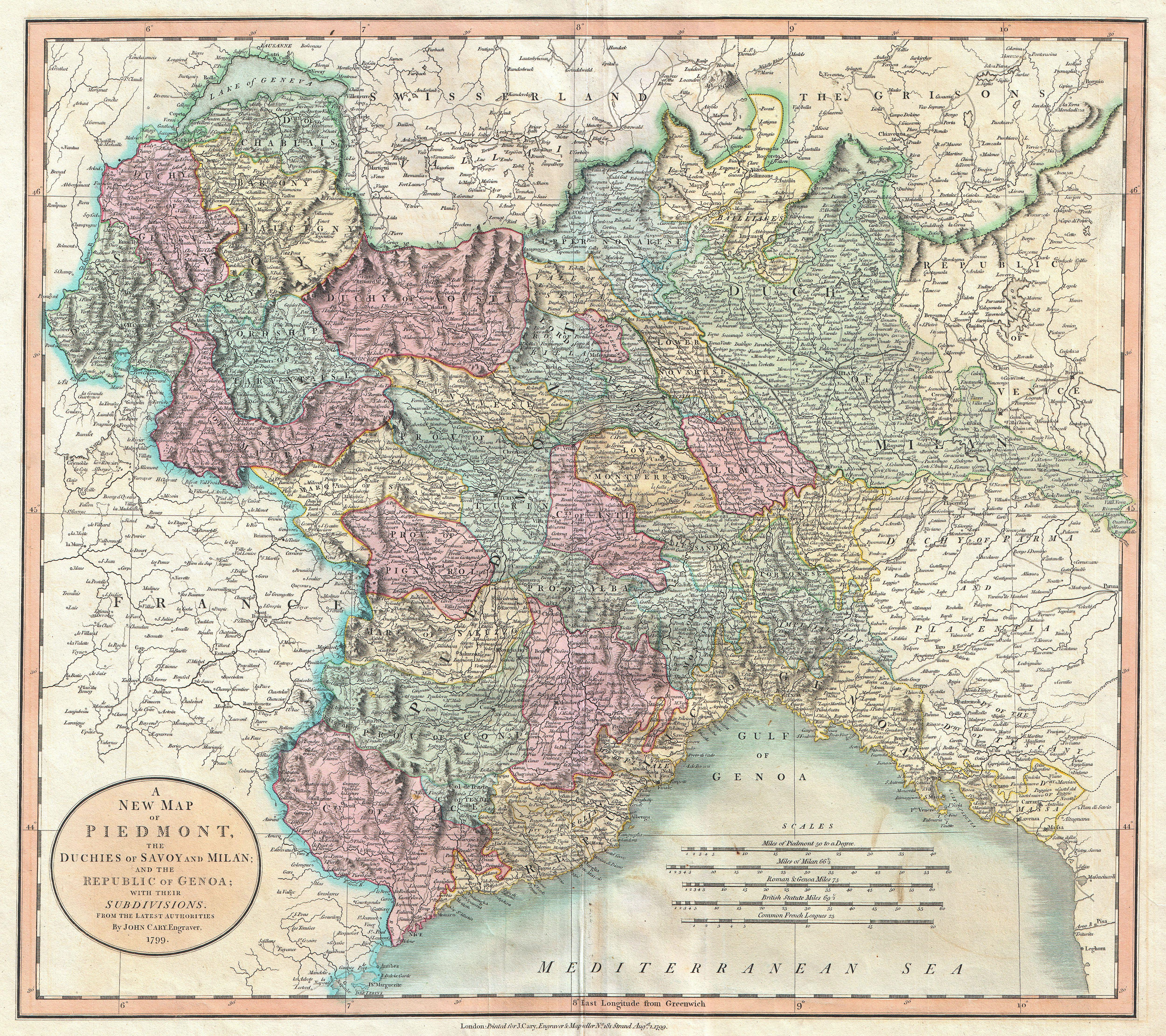
Royaume de Sardaigne en 1799.

On peut estimer à un tiers la proportion des prêtres qui acceptent la Constitution civile qui entre en vigueur le 8 février 1793. À Chambéry, où l'on dispose de statistiques plus précises, on compte 77 jureurs contre 47 réfractaires, dont l'évêque . Les relations entre l'Église et le pouvoir révolutionnaire vont se détériorer inéluctablement, et ce qu'il faut bien appeler des persécutions religieuses perdurera jusqu'au concordat de 1801. Une grande partie du clergé réfractaire émigre, à commencer par les évêques d'Annecy et de Moûtiers, et l'évêque de Chambéry, Mgr Conseil, est bloqué dans son palais épiscopal jusqu'à sa mort, en septembre 1793. L'abbé Claude-François de Thiollaz, futur évêque d'Annecy sous la Restauration sarde, va incarner depuis Lausanne la Contre-Révolution religieuse, en liaison avec Joseph de Maistre. Quant à l'évêque constitutionnel, Panisset élu en mars 1793 au siège épiscopal d'Annecy et sacré à Lyon, il demandera - à l'instigation de l'abbé de Thiollaz-  à renoncer à ses fonctions sacerdotales le 22 février 1796. Au total, la liste des émigrés du 1er juillet 1794 contient le nom de 1030 ecclésiastiques savoyards.  Les réfractaires qui s'organisent à Turin envoient des « missionnaires», clandestins qui célèbrent des messes la nuit dans des granges et administrent des sacrements. On peut citer par exemple la "grotte du Curé" dont l'entrée très étroite est toujours visible sur le flanc de la montagne de la Mandallaz à La Balme de Sillingy (Haute-Savoie). Lorsqu'il n'y a pas de missionnaires, ce sont des laïcs qui organisent des cérémonies ce qui n'est pas sans inquiéter le clergé rendu plus méfiant qu'ailleurs par la proximité des protestants de Genève. Enfin, il faut aussi signaler qu'un certain nombre de prêtres savoyards insermentés sont courageusement restés clandestinement dans leur paroisse au service des populations savoyardes. On cite l'exemple de l'abbé André Isnard, âgé de 75 ans, ancien précepteur de Xavier de Maistre,  qui réussit à échapper aux nombreuses perquisitions des gendarmes en se réfugiant chez les  habitants de la paroisse de La Bauche, sans jamais avoir été dénoncé. 
Albitte n'entre pas dans les subtilités : il va vite s'attacher à éliminer aussi les curés insermentés, désignés comme réfractaires, en même temps qu'il ordonne le raccourcissement des clochers et la récupération de toutes les cloches pour fondre leur bronze. Le 22 février 1794, un prêtre est fusillé à Thonon. Il y en aura quelques autres. Le 9 thermidor marque la fin de la répression vis-à-vis des nobles et des divers opposants politiques, et si la législation anticléricale demeure, une accalmie dans la répression permet aux prêtres réfractaires de circuler plus rapidement. Sous le Directoire, l'anticléricalisme redouble de violence à partir de 1797 : des patrouilles de gardes nationaux traquent les missionnaires clandestins et parviennent à éradiquer le réseau de missions. Les prêtres ne sont plus fusillés, mais déportés. 174 prêtres savoyards sont dirigés vers le  bagne de l'île de Ré et  la citadelle du Château-d'Oléron. Si seulement 13 prêtres parviennent au bagne des îles du Salut en Guyane, c'est à cause du blocus britannique. Lors de la préparation du concordat de 1801, en même temps que des gendarmes montent une garde d'honneur pour l'envoyé du pape qui traverse la Savoie, d'autres gendarmes enfilent des menottes à des prêtres pour les envoyer en prison. 
En dehors de la répression directe contre les prêtres, la vente des biens nationaux parmi lesquels pouvaient se trouver des objets du culte comme les ornements sacerdotaux a pris de front de nombreuses communautés villageoises qui  se sentaient spoliées de biens qu'elles avaient produits et qu'elles ressentaient comme leurs biens propres.

## Vie économique et sociale
La suppression des droits seigneuriaux va contribuer à générer en Savoie comme dans d'autres provinces françaises une base sociale qui soutiendra la Révolution et la République, mais en Savoie, elle provoque également des frustrations occasionnées par le fait que le processus de rachat de ces droits était enclenché depuis dix ans. Certains profitent, mais ceux, individus ou communautés qui ont déjà racheté les droits se sentent floués. 
La multiplication des postes de fonctionnaires procure une autre base sociale à la Révolution, ceci n'est pas particulier à la Savoie, et c'est la vente des biens nationaux qui va procurer à l'État les ressources pour maintenir son train de vie civil et militaire. La vente des biens nationaux s'étale sur sept ans et constitue avec la fourniture aux armées la principale activité commerciale. En Savoie, certains acheteurs sont les paysans déjà propriétaires qui agrandissent leur lopin, mais surtout des bourgeois citadins de toute catégorie au premier rang desquels se pressent les notaires

## La Savoie sous l'Empire
En février 1800, lors du référendum sur la constitution consulaire, seuls 7 877 électeurs sur 58  958 inscrits votent OUI, contre 165 NON. Deux ans plus tard, ils sont 36 607 à approuver le Consulat à vie, vote qu'on peut interpréter comme l'approbation de la volonté consulaire de remise en ordre, d'apaisement et de réconciliation des Français.
La Savoie qui est proche de l'insubordination généralisée à la fin du Directoire connaît sous l'empire un certain apaisement même si la conscription imposée par les guerres napoléoniennes ne rencontre jamais l'adhésion de la population. Après la période de régression économique de la fin du siècle qui a vu, par exemple, la population de Chambéry s'effondrer de 16 000 à 6 000 habitants, la Savoie connaît quelques années de bonnes récoltes à la fin du siècle. Dans ce contexte de reprise de la prospérité et de besoin d'ordre, le système des préfets mis en place par Napoléon est tout à fait adapté à la situation. Le commerce s'ouvre de façon inespérée avec l'ouverture de la route du Mont-Cenis qui permet de franchir le col sans avoir à démonter les voitures.
Le concordat de 1801 a naturellement sa place dans l'apaisement et le ralliement de larges couches de la population. L'État prend à sa charge le traitement du clergé, et en échange, le pape a accepté que l'on ne revienne pas sur la confiscation des biens de l'Église, au grand soulagement des acheteurs de biens nationaux. "Les nombreux acheteurs citadins, affermis dans leurs propriétés campagnardes deviennent les soutiens du régime, et assez vite, socialement parlant, des conservateurs" . En fin de compte, la période révolutionnaire renforce le mouvement amorcé au XVIIIe siècle de la bourgeoisie vers la propriété terrienne.

## Retour au royaume sarde
Le 20 décembre 1813, les armées de la coalition entrent en Suisse et se trouvent à Bâle. Le général autrichien Bubna rentre à Genève le 30 décembre 1813 et se rend ensuite maître de la Savoie. 

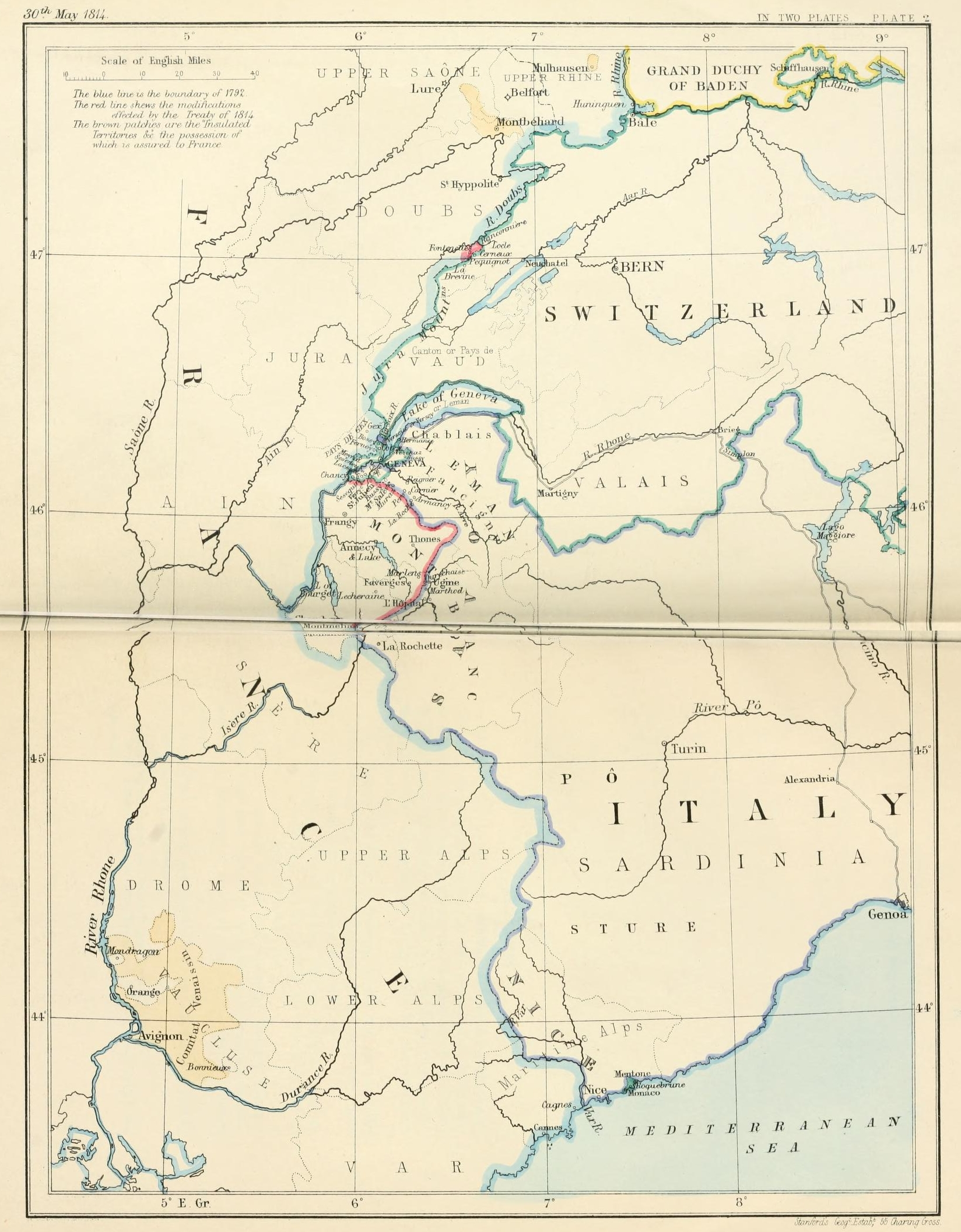
Frontière Sud-Est, à la suite du traité de Paris (1814).

Le 17 janvier 1814, Janus Gerbaix de Sonnaz (1736-1814), ancien commandant du régiment de Savoie, proclame, à Thonon, la restauration du roi de Sardaigne et recrée un bataillon de volontaires pour libérer la Patrie. Celui-ci sera équipé par le général Bubna,. Les Savoyards accueillent en ennemis les coalisés.
Le traité de Paris de 1814 prévoit une partition de la Savoie, la France en gardant la majeure partie, avec Chambéry et Annecy alors que les États sardes reprennent la Maurienne et la vallée de l'Isère jusqu'à Montmélian. Cette partition rencontre l'hostilité aussi bien des paysans savoyards, que de l'élite républicaine ou des royalistes comme Joseph de Maistre.  
Après le retour de Napoléon, pendant les Cent jours, les Savoyards lassés restent indifférents, mais les généraux comme Dessaix ou le savoyard Curial se livrent à un baroud d'honneur lors de l'irruption finale des Autrichiens.
L'abbé Claude-François de Thiollaz (1751-1832), futur évêque d'Annecy sous la Restauration sarde, a incarné la contre-Révolution religieuse en Savoie. À la tête d'un groupe de nobles savoyards, parmi lesquels le général Hipolyte Gerbaix de Sonnaz et le comte François-Sébastien-Joseph de Chevron-Villette, il préside une délégation chargée de négocier la révision du premier Traité de Paris de 1814 pour aboutir au retour intégral de sa patrie à la Maison de Savoie. Le second Traité de Paris de 1815  rend l'ensemble de la Savoie à Victor Emmanuel Ier, rentré à Turin de son exil de Cagliari en Sardaigne pour recouvrer le Piémont, le duché de Savoie et le comté de Nice.

## Chronologie de la période révolutionnaire
- ( 1770 : Mise en vente des droits féodaux sous Victor-Amédée III.  À quelques nuances près, la Savoie précède de quelques longueurs l'abrogation de 1789 en France révolutionnaire ).

1792
- printemps : Fondation à Paris du Club des Allobroges.
- août : Création de la Légion des Allobroges dirigée par Doppet.
- 25 juillet : Alliance entre l'Autriche et le royaume de Sardaigne.
- 22 septembre : Une armée française commandée par Montesquiou envahit la Savoie.
- fin septembre : Arrivée des quatre commissaires de la Convention dont Simond. Le 6 octobre, ils convoquent une assemblée des communes du duché.
- 6 octobre : Les commissaires de la Convention convoquent une assemblée des communes.
- octobre: L'Assemblée nationale dite des Allobroges se réunit à Chambéry.
- 26 octobre : L´Assemblée confisque les biens du clergé, interdit les vœux monastiques et fixe un traitement pour le clergé.
- 27 octobre : L´Assemblée abolit les titres de noblesse et les privilèges.
- 29 octobre : L´Assemblée se dissout. Doppet et Simond retournent à Paris pour porter le vœu des Allobroges de leur réunion à la France.( La majorité des communes savoyardes a en effet voté la réunion à la France, sous la réserve formelle que la Révolution Française respecte les libertés religieuses savoyardes et que la Savoie échappe à la Constitution Civile du Clergé. Cette demande ne sera pas respectée par la Convention ).
- 27 novembre : Sur intervention de l'abbé Grégoire, la Convention française décrète l'annexion de la Savoie à la France.

1793
- février : Élection des députés savoisiens à la Convention.
- 8 février : Réduction du nombre d'évêchés savoyards à un seul.  Imposition du serment aux prêtres.
- 16 février : Décret ordonnant l´inventaire général des biens d´Église.
- 6 mars : Élection de l´abbé Panisset comme évêque constitutionnel du Mont-Blanc, à Annecy. Ce  sera l'unique siège épiscopal de Savoie jusqu'à la démission de Mgr Panisset en 1796. La Savoie restera dépourvue d'évêché jusqu'au Concordat de 1801.
- 10 mars : Entrée en application de la levée en masse décrétée par la Convention.
- 23 mars : Liquidation et disparition du Sénat.
- 25 avril : Victor-Amédée III fait entrer le royaume de Sardaigne dans la coalition européenne.
- 28 avril-3 mai : Emeutes contre-révolutionnaires en Haut-Faucigny.
- 4-10 mai : Révolte contre-révolutionnaire de la vallée de Thônes.
- août : Offensive des Sardes au col de la Balme (11 août) et le Col du Petit-Saint-Bernard (15 août).
- 31 août : Alliance britanno-sarde.
- 11 septembre : Levée en masse (théorique) du département  du Mont-Blanc.
- 18 septembre : Suppression des signes extérieurs de religion et de culte.
- 29 septembre : Victoire des Français sur les Sardes au pont Mirabel près de Sallanches.
- 8 novembre : Confiscation des cloches des églises.
- 25 novembre : Destruction des croix publiques.

1794
- 8 janvier : Nomination d´Albitte, représentant en mission dans l´Ain et le Mont-Blanc.
- 2 février : Arrivée d´Albitte à Chambéry.
- 7 février : Arrestation de tous les suspects et confiscation immédiate de leurs biens.
- 5 mars : Déportation de tous les prêtres suspects.
- 18 mars : Plan d´urbanisme pour Chambéry.
- 24 avril : L'armée française prend le Col du Petit-Saint-Bernard.
- 19 mai : Affectation d'Albitte à l´armée des Alpes. Nomination de Favre-Buisson comme accusateur public au tribunal révolutionnaire.
- 14 juin : Masséna s´empare du Col du Mont-Cenis.
- juillet : Gouvernement révolutionnaire à Genève.
- juillet: Arrivée des premiers prêtres missionnaires en Savoie.
- 27 juillet : (9 thermidor An II)  Chute de Robespierre.

1795
- juin : deuxième campagne de vente des biens nationaux.
- août : fermeture des clubs par le représentant en mission Cassanyès.
- 26 octobre: à Paris, le Directoire succède à la Convention nationale.

1796
- 22 février :  Monseigneur Panisset, évêque constitutionnel de la Révolution française, quitte son siège d'Annecy dont il démissionne pour abjurer à Lausanne, à l'instigation de l'abbé Claude-François de Thiollaz, tenant de la Contre-Révolution religieuse savoyarde. Jusqu'en 1802, la Savoie sera dépourvue d'évêché, date à laquelle le Concordat de 1801 va recréer un siège épiscopal à Chambéry. Puis, sous la Restauration sarde, Annecy sera pourvu d'un nouvel évêché en 1823: Mgr de Thiollaz en sera le premier titulaire.
- mars : Bonaparte prend le commandement de l'Armée d'Italie dans les Alpes du Sud.
- 12/21 avril : victoire française à Montenotte en Piémont du Sud.
- 15 mai : traité de Paris: Victor-Amédée III reconnaît l'annexion de Nice et de la Savoie à la France.
- juin :  Garin, un modéré devient commissaire du Directoire exécutif.
- juin : reprise de la vente des biens nationaux.
- juin : création d´une École centrale à Chambéry.
- 16 octobre : mort de Victor-Amédée III. Son fils Charles-Emmanuel IV lui succède.

1797
- 4 septembre : coup d'État du 18 fructidor an V.
- septembre : reprise des arrestations et déportations de prêtres.

1798
- 15 avril : Entrée des français à Genève.
- 8 décembre : Charles-Emmanuel IV quitte Turin et se réfugie en Sardaigne.

1799
- janvier 1799 : Colonne mobile en Maurienne pour mater les prêtres réfractaires et les conscrits insoumis.

1812
- Napoléon fait transférer secrètement Pie VII à Fontainebleau. Le 12 juin 1812 le docteur Balthazard Claraz médecin chirurgien sauve la vie du pape Pie VII, alors que, malade et épuisé, il venait de recevoir l'extrême-onction à l'hospice du col du Mont-Cenis lors de son transfert de Savone à Fontainebleau.